# Børge Lund (serieskapare)
Børge Lund, född 29 augusti 1973 i Stokmarknes, är en norsk serieskapare, huvudsakligen känd för dagspresserien Lunch.
Børge Lund växte upp i Sauda. Efter att ha gått en högre teknisk utbildning på Delfts tekniska universitet i Nederländerna, började han 1999 arbeta som industridesigner.
Under 2007 deltog Lund i Dagbladets serietävling. Han vann inte, men fortsatte att arbeta med den nya serien Lunch. Efter två omgångar som gäst i Dagbladet, började Tekniskt Ukeblad publicera serien 2008. Följande år fick Lunch fotfäste som biserie i serietidningen Pondus och i Dagbladet.
År 2010 tilldelades Børge Lund det norska Ponduspriset på 100 000 kroner för Lunch. I december samma år började han samarbeta med Strand Comics. Sommaren 2011 publicerade Egmont Serieforlaget det första Lunch-album, «K-O-M-I-N-U-K-I-S-J-O-N», som på kort tid sålde slut. Numera går Lunch i fler än 50 tidningar och tidskrifter i Norge och internationellt, bland annat Dagbladet, Adresseavisen, Bergens Tidende, Stavanger Aftenblad, Sydöstran och Sundsvalls Tidning (Sverige), Nordvestnyt (Danmark), Uutisvuoksi och Iltalehti (Finland), Publimetro (Mexiko), El Diario Expresso (Ecuador) och El informe de David (Panama). Lunch publiceras även i den svenska Pondustidningen.
Børge Lund bor med sin fru och tre barn i Stavanger, där han tecknar Lunch på heltid.